# Železnorudské povstání
Železnorudské povstání bylo první vojenskou vzpourou v Československé republice po první světové válce. Proběhlo od 21. do 23. července 1919. Započalo v Želené Rudě. Do vzpoury se zapojilo několik vojenských posádek z Plzeňska, kterým se podařilo částečně obsadit některá města. Vzpoura byla potlačena bez použití vojenské síly a hlavní aktéři byli odsouzeni k různě vysokým trestům odnětí svobody.

## Začátek vzpoury
První náznaky nespokojenosti se mezi vojáky II. pochodové roty I. praporu tvořeného legionáři navrátivšími se z Ruska objevily již 13. července po nepodařené oslavě 2. výročí bitvy u Zborova. Vojáci získali pocit, že obyvatelstvo není dostatečně vlastenecké a neprojevuje dostatečnou úctu legionářům. K tomu se přidala nespokojenost se zásobováním a kvalitou jídla či nevypořádání se s bývalými rakouskouherskými důstojníky, kteří stále na některých posádkách Československé armády veleli.

## Průběh vzpoury
Vzpoura vypukla 21. července 1919. Původci byli šumavští legionáři z ruských legií pod velením praporčíka Františka Jelínka z posádky v Železné Rudě. Zde s vzbouřilo 40 vojáků, ke kterým se posléze přidali další. Došlo k uvěznění důstojníků a obsazení pošty a nádraží. Zde byl vytvořen improvizovaný obrněný vlak osazený kulomety. Vzbouřenci následně obsadili některé objekty v Nýrsku, kde se k nim přidala část místní vojenské posádky. V Janovicích nad Úhlavou vzbouřenci obsadili policejní stanici, v Klenové se k nim přidala větší část vojenské posádky. 
V Klatovech vzbouřenci obsadili některé strategické objekty, včetně kasáren 14. dragounského pluku. Část dragounů se ke vzpouře přidala, důstojníci a poddůstojníci byli uvězněni. Zde vzbouřence vedl kapitán Holásek. Po obsazení Klatov vyrazili vzbouřenci na Plzeň. Cestou obsadili Švihov. V Přešticích došlo k neúspěšnému jednání se zástupci dělníků z plzeňské Škodovky. Neúspěchem skončilo i jednání s dragounské posádky v Dobřanech. Mezitím vojenské velení Plzně vyslalo příslušníky 35. plzeňského pěšího pluku a oddíl československých domobranců německé národnosti, kteří se rozmístili podél trati s rozkazem zasáhnout proti vzbouřencům silou, pokud by vyjednávání nevedlo k úspěchu. To měl vést major legií Václav Kopal, vyslaný prezidentem Masarykem. Po prvních jednáních se vzbouřenci přesunuli na cvičiště u zeměbraneckých kasáren. Po jednání s majorem Kopalem se vzbouřenci vzdali pochodu na Prahu. K prezidentu Masarykovi mělo odcestovat pět vybraných zástupců, ostatní vzbouřenci se vrátili zpět do kasáren, kde mezitím převzali opět velení důstojníci. 

## Zatýkání a soudy
Zatýkání vůdců vzpoury začalo 23. července. Postupně byli zatčeni František Jelínek, Václav Škeřík, František Astaloš, Blažej Majer a Alois Hrabák. 30. července zasedl tribunál divizního soudu v Praze v režimu tzv. náhlého soudu. Ten ale konstatoval, že obžalovaní patří před řádný soud a jednání ukončil.
Řádný vojenský soud zasedl 3. listopadu 1919 v Praze. Velitel vzpoury Jelínek byl 3. prosince odsouzen k trestu smrti. Další aktéři vzpoury byli odsouzeni k trestům odnětí svobody v rozsahu od 4 let do několika měsíců. Trest smrti pro Jelínka byl po zmateční stížnosti Nejvyšším soudem následně změněn na doživotní trest vězení a následně na pětileté odnětí svobody. V roce 1920 byla Jelínkovi Masarykem udělena milost.

## Hodnocení
Povstání na Šumavě nebylo názorově jednotné. Obsahovalo množství proudů, demokratických, sociálních i bolševických. Objevily se požadavky jak nacionalistické, tak požadavky na diktaturu tvrdé ruky. Pouze část povstání byla již orientován bolševicky a jeho stoupenci se inspirovali sovětským vzorem a chtěli také volit své důstojníky. K povstání se nepřipojili veteráni z italské ani z francouzské legie.
Na Klostermannově náměstí v Železné Rudě vznikl památník, který byl původně osazen pamětní deskou s nápisem, že se jednalo o vzpouru vojáků vedených rudoarmějci proti buržoazii, za vládu lidu a socialismus. V roce 1994 byla pamětní deska nahrazena novou deskou bez ideologického zabarvení.